# Hollywood Rose (amerikai együttes)
A Hollywood Rose amerikai rockegyüttes volt 1983-tól 1990-ig. A zenekar a népszerű Guns N’ Roses elődje.

## Története
Los Angelesben alakultak. Az L.A. Guns alapító tagja, Tracii Guns, megismertette Chris Weber gitárossal Izzy Stradlin-t, a Rainbow Bar & Grill parkolójában, miután Weberben felmerült az ötlet, hogy zenekart alapítson. Ezután ők ketten elkezdtek együtt dolgozni, majd Stradlin javaslatára Weber felfogadta az L.A. Guns énekesét, Axl Rose-t (aki ekkor még a "Bill Rose" nevet viselte). Axl javasolta az AXL nevet az együttesnek, és ekkor vette fel ezt a nevet.
Első koncertjüket Észak-Hollywood-ban tartották, majd nem sokkal később Rose-ra változtatták nevüket. Majd hamarosan újabb névváltoztatás következett, ezúttal véglegesen: Hollywood Rose lettek, miután kiderült, hogy egy New York-i együttes is a Rose nevet használja.
1984-ben rögzítettek egy demót, amely az együttes nevét viselte. Az ugyanebben évben tartott koncertjük közben Weber véletlenül megütötte Axl-t a gitárjával. Axl hamarosan kirúgta Webert a zenekarból, és új gitárost fogadtak fel magukhoz: Slash-t a Road Crew együttesből.
Stradlin is kilépett a Hollywood Rose-ból és a Londonhoz csatlakozott.
1984-ben oszlottak fel, utolsó koncertjüket a The Trubadour klubban tartották.
1985-ben újraalakultak, egy szilveszteri ünnep alkalmából. Rose, Stradlin és Steve Darrow basszusgitáros visszatért, továbbá új taggal bővült a csapat, az L.A. Guns dobosával, Rob Gardnerrel. Chris Weber helyére Tracii Guns került.
Az L.A. Guns és a Hollywood Rose 1985-ben egyesült, így megalakult a Guns'n'Roses.
Az együttes 1989-től 1990-ig újból működött. Új énekes került a zenekarba, Jimmy Swan személyében. Az "új" Hollywood Rose a "Summa Music Group" kiadóhoz szerződött le. Rögzítettek egy albumot, de sosem adták ki. A lemezről származó "Sweet Little Angel" című dal az 1990-es "Miami Blues" film főcímdala lett.
1990-ben véglegesen feloszlottak. 2004-ben Weber megkereste a Cleopatra Records-ot, hogy adják ki a Hollywood Rose 1984-es demóját. A lemezen az eredeti számok és remixek is szerepeltek.
A magyar Guns'n'Roses tribute band erről az együttesről kapta a nevét.

## Tagjai
- Axl Rose – ének (1983-1984, 1985)
- Izzy Stradlin – ritmusgitár (1983-1984, 1985)
- Chris Weber – gitár (1983-1984, 1985, 1989-1990)
- Johnny Kreis – dob (1983-1984)
- Rick Mars – basszusgitár (1983)
- Andre Troxx – basszusgitár (1983)
- Steve Darrow – basszusgitár (1983-1984, 1985)
- Slash – gitár (1984)
- Steven Adler – dob (1984)
- Rob Gardner – dob (1985)
- Tracii Guns – ének (1985)
- Jimmy Swan – ének (1989-1990)

## Diszkográfia
- The Roots of Guns'n'Roses (2004)[3]